# قائمة المذيعين الموريتانيين
هذه قائمة ببعض المذيعين الموريتانيين:
- محمد فاضل ولد محمد الأمين
- دحن حمود
- الدد ولد محمد الأمين السالك
- يدالي ولد الحسن
- الناهة منت سيدي
- محمد ولد محمد شين